# Robbie le Picte
Brian Robertson dit Robbie le Picte (né en 1948) est un militant politique écossais, ancien candidat au Parlement européen.

## Biographie
Robertson se fait connaître comme le leader de la micronation de l'État libre Picte. Afin de défendre la culture héritée des Pictes, il proclame l'indépendance d'un acre des terres qu'il possède sur l'île de Skye qui s'agrandira jusqu'à quatre afin de pouvoir recevoir des dons. Il est en désaccord avec le Gouvernement du Royaume-Uni pour utiliser le picte dans les plaques d'immatriculation et avec les lois d'origine anglaise en général. Il est une figure de la protestation du péage du pont de Skye qui est finalement aboli. Il demande au prince Charles d'amnistier les personnes condamnées pour ne pas avoir payé le péage.
Dans les années 1990, il se rend à Tallin afin de demander un asile politique. Cet asile lui est refusé, Robbie dénonce alors l'influence du MI6 sur le ministre des Affaires étrangères estonien, Trivimi Velliste, pour ne pas faire une cause célèbre.
En 1999, il se présente pour être élu député européen et défendre l'île de Skye.
En 2006, il proteste contre les caméras de surveillance des feux de circulation, car elles n'auraient pas été approuvées par le Parlement. Il est condamné à Nottingham pour ne pas avoir respecté un feu rouge. En avril 2009, son appel devant la Haute Cour de justice est rejeté. Le mois suivant, il perd son procès devant la Cour d'appel d'Écosse pour contester la légalité des radars.

## Source, notes et références
- (en) Cet article est partiellement ou en totalité issu de l’article de Wikipédia en anglais intitulé « Robbie the Pict » (voir la liste des auteurs).

1. ↑  Anti-tolls veteran in prince plea, BBC News 7 January 2009